# Энё
Энё, или Эснё (фр. Esneux [ɛsnø], валлон. Esneu) — коммуна в Валлонии, расположенная в провинции Льеж, округ Льеж. Принадлежит Французскому языковому сообществу Бельгии. На площади 34,05 км² проживают 13 072 человека (плотность населения — 384 чел./км²), из которых 48,45 % — мужчины и 51,55 % — женщины. Средний годовой доход на душу населения в 2003 году составлял 13 999 евро.
Почтовый код: 4130. Телефонный код: 04.
В 1927 году поблизости от Энё был установлен памятник художнику Огюсту Донне в виде мемориальной доски с профильным портретом, закреплённой на природном валуне.